# Alte Burg (Berka vor dem Hainich)

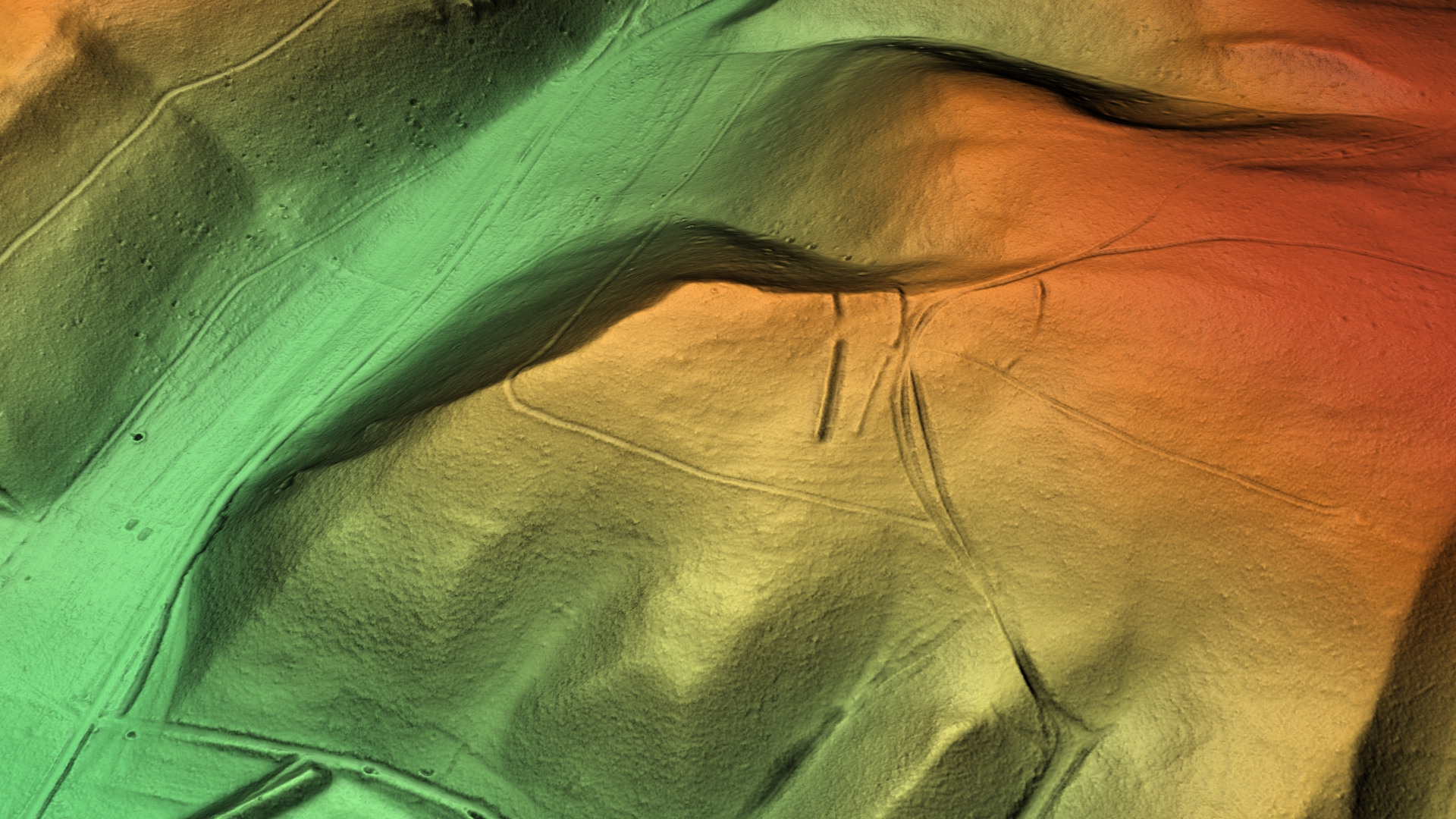
3D-Ansicht des digitalen Geländemodells

Die Alte Burg ist eine abgegangene frühgeschichtliche Befestigungsanlage im westlichen Teil des Nationalpark Hainich.

## Lage
Die Burgstelle befindet sich etwa 3 km (Luftlinie) nordöstlich vom Zentrum des Dorfes Berka vor dem Hainich über dem Langen Tal, durch welches eine mittelalterliche Straße nach Craula führte. Sie liegt dicht oberhalb der Ortswüstung Sülzrieden.

## Beschreibung
Die Anlage der Spornburg liegt auf einem 400 m ü. NN hohen nach Westen orientierten Bergsporn, an dessen südöstlicher Flanke eine Altstraße von Berka vor dem Hainich aufsteigend in Richtung Craula und in das Thüringer Becken vorbeiführt.
Die Burg war durch Steilabfälle nach drei Seiten und mindestens drei noch in Abschnitten erkennbare Wälle und Gräben vom östlichen Vorgelände getrennt.

## Geschichte
Die Burganlage ist seit dem 19. Jahrhundert bekannt, wurde aber noch nicht erforscht, da sie in der DDR-Zeit in einem militärischen Sperrgebiet lag.
Nach der Sage Die Riesen vom Burgberg befand sich zu Füßen der Burg ein großer Felsbrocken mit darauf erkennbaren Vertiefungen in Form einer Hand. Das als Kultstein anzusprechende Objekt wurde nach Gutbier im 19. Jahrhundert gesprengt, um beim Straßenbau Verwendung zu finden.
Bei der Anlage eines Zuweges zu einem Schießplatz im Hainich wurde 1936 der Reihengräber-Friedhof der Wüstung Sülzrieden am Fuße des Burgberges entdeckt. Die Grabbeigaben belegen nach Rempel, dass die dort Bestatteten der slawischen Bevölkerungsgruppe zuzuordnen sind.

## Status
Die Burgstelle ist ein geschütztes Bodendenkmal. Das betreffende Gelände ist Teil des Nationalpark Hainich und wird touristisch genutzt.